# Triumph Spitfire
Triumph Spitfire var en engelsk to-personers sportsvogn, der blev produceret i årene 1962-1980 af Triumph Motor Company. Spitfiren blev første gang lanceret og præsenteret ved det engelske motorshow Earls Court London Motor Show.
Det blev sagt ved motorshowet i 1962 at Spitfiren er "Hurtigere og mere luksuriøs end nogen anden sportsvogn i den prisklasse".